# 시겐설러 사건

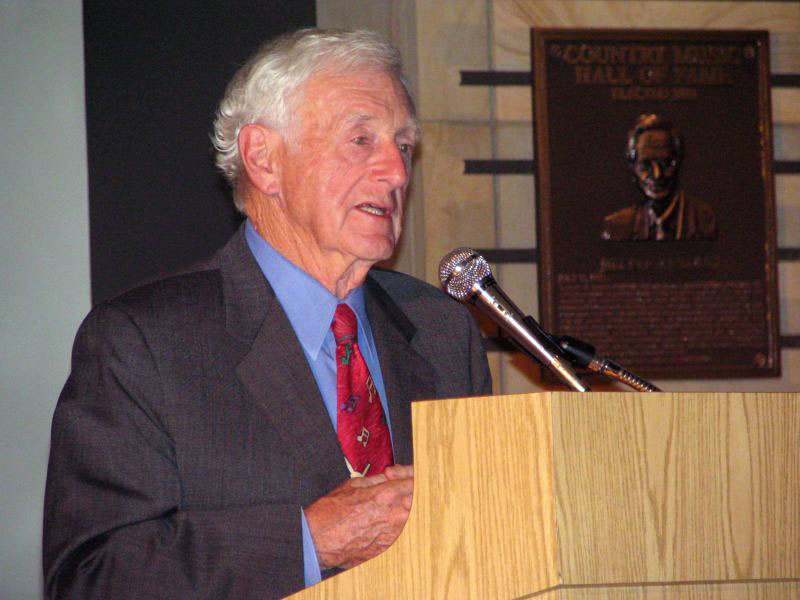
존 시겐설러의 모습

시겐설러 사건은 2005년 5월 영어 위키백과에 올려진 존 시겐설러의 전기를 놓고 일어난 사건이다.

## 개요
2005년 5월 26일 테네시주 내슈빌의 택배 회사인 러시 택배의 운용 관리자였던 브라이언 체이스(Brian Chase)는 자신의 동료와 함께 존 시겐설러에 대한 거짓 전기를 위키백과에 올렸는데, 그 내용은 시겐설러가 존 F. 케네디 대통령과 로버트 F. 케네디 법무 장관의 암살에 개입했다는 내용이었다.
그로부터 4개월이 지난 2005년 9월 시겐설러의 친구였던 빅토르 S. 존슨 2세가 시겐설러에 대한 잘못된 정보가 쓰여져 있는 것을 발견했으며, 이후 시겐설러는 자신의 친구와 동료에게 메일을 보냈다.
2005년 10월 시겐설러는 위키백과의 창립자인 지미 웨일스에게 잘못된 정보가 쓰여져 있는 문서를 수정해 줄 것을 요청했으며, 이에 따라 잘못된 정보가 쓰여져 있던 판이 삭제되었다.
2005년 11월 29일 시겐설러는 USA 투데이에 자신의 논설을 기고했다. 그는 이 논설에서 위키백과에서 일어난 사건의 경위와 인터넷 서비스 프로바이더, 벨사우스에 자신의 거짓 전기를 올린 사용자의 IP 주소 추적을 요청한 취지를 전했으며, 자신에 대한 잘못된 정보를 담은 문장을 그대로 인용했다.
또한 시겐설러는 위키백과를 "결함을 가진 무책임한 연구 목적의 도구"라고 신랄하게 비판했다.
2005년 12월 5일 시겐설러와 지미 웨일스는 CNN에 출연해 이에 대한 문제를 논의했으며, 12월 6일에는 내셔널 퍼블릭 라디오의 라디오 프로그램인 토크 오브 더 네이션에 출연해 이에 대한 인터뷰를 진행했다. 이 날 인터뷰에서 지미 웨일스는 영어 위키백과에 대해 등록되지 않은 사용자가 무분별한 문서 생성을 하는 것을 막기 위해 향후 등록된 사용자만 문서를 생성할 수 있도록 제한하겠다고 밝혔다.
2005년 12월 9일 브라이언 체이스가 시겐설러에 대한 거짓 전기를 올렸음을 시인했으며, 이후 러시 택배를 사직했다. 시겐설러는 체이스에게 사과문을 전달했으며, 체이스는 전화로 사과 메시지를 전달했다.